# 100 Questions
100 Questions (znany również jako 100 Questions for Charlotte Payne, 2010) – amerykański serial komediowy stworzony Christophera Moynihana. Wyprodukowany przez Universal Media Studios i Tagline.
Światowa premiera miała miejsce 27 maja 2010 roku na antenie NBC. Emisja zakończyła się 1 lipca 2010 roku.
Dnia 8 lipca 2010 roku serial został anulowany.

## Opis fabuły
Serial opowiada o kobiecie zwanej Charlotte Payne (Sophie Winkleman), która szukając miłości, zapisuje się na strony randkowe w Internecie.

## Obsada
- Sophie Winkleman jako Charlotte Payne
- David Walton jako Wayne Rutherford
- Christopher Moynihan jako Mike Poole
- Collette Wolfe jako Jill
- Smith Cho jako Leslie
- Michael Benjamin Washington jako Andrew

## Spis odcinków
| Światowa premiera | N/o | Angielski tytuł                      |
| ----------------- | --- | ------------------------------------ |
|                   |     |                                      |
| SERIA PIERWSZA    |     |                                      |
|                   |     |                                      |
| 27.05.2010        | 01  | What Brought You Here?               |
|                   |     |                                      |
| 03.06.2010        | 02  | Are You Open Minded?                 |
|                   |     |                                      |
| 10.06.2010        | 03  | Are You Romantic?                    |
|                   |     |                                      |
| 17.06.2010        | 04  | Have You Ever Dated a Bad Boy?       |
|                   |     |                                      |
| 24.06.2010        | 05  | Wayne?                               |
|                   |     |                                      |
| 01.07.2010        | 06  | Have You Ever Had a One-Night Stand? |
|                   |     |                                      |